# Катедрала от консервени кутии
Катедралата от консервени кутии (на английски: Tin Can Cathedral; на украински: Бляшана катедра) е първата независима украинска църква в Северна Америка. Тя е била сърцето на Серафимовата църква. Основана в Уинипег, тя не е била в общение с никоя от европейските църкви.
Имигранти от Украйна започват да пристигат в Канада през 1891 г. предимно от Австро-Унгарските провинции - областите Буковина и Галиция. Новопристигналите от Буковина са източноправославни, а тези от Галиция – униати. И в двата случая близък за тях е православният обред. През 1903 година имигрантите от украински произход, живеещи в западната част на Канада, стават достатъчно много на брой, за да привличат вниманието на религиозни водачи, политици и специалисти в областта на образованието.

## Главни дейци
Централна фигура в украинската общност в Уинипег по онова време е Кирил Геник (1857-1925). Той идва от Галиция след завършване на Украинската академична гимназия в Лвов и кратко обучение по право в Университета на Черновец.  Геник е приятел на Иван Франко - украински писател и автор на Лис Микита (Fox Mykyta), който е номиниран за Нобелова награда за литература. Хапливата сатира на Франко, насочена към духовенството на онова време, и неговите социалистически настроения вероятно са били споделяни и от Геник, които става кум на сватбата на писателя. Освобождаването на населението от духовенството, както и поземлената реформа, способствали за освобождаване на селяните от игото на помешчиците, които протежавали земята в съюз с църковната иерархия. При пристигането си в Канада Геник става първият украинец, който работи за канадското правителство като имиграционен агент, отговарящ за настаняването на новите заселници в техните земи. Братовчедът на Геник – Иван Бодруг (Ivan Bodrug 1874–1952), и приятелят на Бодруг – Иван Негрич (Ivan Negrich (1875–1946), също пристигат от село Березово (Bereziv) област Коломна, където са били начални учители в Галиция.  Тримата представляват ядрото на интелигенцията в украинската общност и стават известни като Березовската тройка (Березівська Трійця). Най-старият от тримата – Геник – е бил единственият, който е бил женен. Съпругата му Полина (по баща Цюрковска) е дъщеря на свещеник и образована жена – те имат трима сина и три дъщери. 
Друг деец е епископ Серафим, по кръщение Стефан Устволски. Той е аргосан (отлъчен) от Руския Свети Синод в Санкт Петербург. Всичко започнало с това, че пътувал до Атон, където е произведен в епископски сан от някой си Антим, който твърдял, че бил епископ. Съществува мнение, че Антим е организирал ръкоположението на Устволски, за да се противопостави на Царя, тъй като по онова време имало борба между Светия синод и Царя за това кой да контролира Руската православна църква. Бидейки произведен епископ, Серафим пристигнал в Северна Америка, като престоял за кратко време при украински свещеници във Филаделфия. Когато пристигнал в Уинипег, той не бил в общение нито с Руската православна църква, нито с който и да било друг. Украинците от прериите го приели като пътуващ проповедник по традиция, съществуваща от началото на християнството. 
Друг участник в събитията, които довели до създаването на Катедралата от консервени кутии, е Серафимовият сподвижник Макарий Марченко. Марченко е действал като дякон и църковен певец, за да помага на Серафим при църковните служби, които той добре познавал. Той пристигнал заедно със Серафим от Съединените щати. Архиепископ Лонгин, чието седалище било в Свети Бонифаций, е бил глава на Римо-католическата епархия в Западна Канада в пряка връзка с Папата в Рим. Той смятал, че неговите свещеници били повече от подходящи за нуждите на украинските заселници. Други участници били д-р Уилиам Патрик, ръководител на Колежа на Манитоба - Презвитериански колеж в Уинипег; Либералната Партия на Манитоба и руски православни мисионери.

## Събития
Инцидентът, който предизвикал последвалата драма, може би се е случил, когато член на законодателната власт на Манитоба – Йосиф Берние – внесъл през 1902 година закон за „прехвърляне на собствеността на Гръцката Рутенианска църква (Украинците са били наричани също Русини), която е в общение с Рим под контрола на корпорациите, подчинени на Католическата Църква“. Архиепископ Лонгин обявил, че „Рутерианците трябва да покажат, че са католици като прехвърлят собствеността на църквата, а не като протестантите... на отделни лица или на настоятелство от миряни, което няма нишо общо със свещеника или епископа.“ Броят на украинските заселници в прериите привличал вниманието и на руските православни мисионери. По онова време Руската православна църква отделяла 100 хиляди долара годишно за мисионерска дейност в Северна Америка. Презвитерианската църква също проявила активност и поканила младежи от Украинската общност да учат в Колежа на Манитоба (днес Университет на Манитоба), където били създадени специални програми за млади украинци, които искали да станат учители (а по късно и свещеници в източно православни църкви). Знаещият отлично немски език Доктор Кинг, директор на колежа, провел изпита на кандидатите Бодруг и Негрич на немски език. Геник превел техните дипломи от полски на английски. Те станали първите украински студенти в Университета на Северна Америка – Колежът на Манитоба по онова време е бил част от Университета на Манитоба.
Геник, Бодруг и Негрич действали бързо в полза на своята общност. Те довели Серафим. Той пристигнал в Уинипег през април 1903 година, за да основе църква, която била независима от европейските църкви и не била лоялна към никоя от религиозните групи борещи се за душите на украинските имигранти населвяващи прериите. За да угоди на украинските имигранти, Серафим създал Православна Руска църква (не Руска Православна), на която той се обявил за глава и която се наричала също Серафимова църква. Той въвел източноправославния обред, който е бил добре познат на имигрантите. Серафим започнал да подстригва църковни певци и да ръкополага дякони, а на 13 декември 1903 г. приспособил за църковни служби малка сграда на източната страна на улица МакГрегър между Манитоба и Причард Авеню, която по-рано се наричала Църква на Св. Дух. През ноември 1904 година започнало изграждането на прочутата Катедрала от консервени кутии на ъгъла на Кинг Стрийт и Стела Авеню. Серафим ръкоположил близо 50 свещеници и множество дякони, мнозина от тях полу грамотни, които изпълнявали свещенически задължения из населените места проповядвайки независимо православие и права на настоятелствата върху църковната собственост. След около 2 години църката обявила, че има близо 60 000 последователи.
В резултат на различни провинения и проблеми с алкохол Серафим загубил доверието на интелигенцията, която го поканила в Уинипег, в резултат на което тя организира преврат за отстраняването му с цел запазване на християнската общност. Серафим заминал за Санкт Петербург, за да се опита да получи признаване и финансиране от руския Св. Синод за преуспяващата Серафимова църква. В негово отсъствие Иван Бодруг и Иван Негрич, вече студенти по богословие в Колежа на Манитоба, както и свещеници на Серафимовата църква успели да получат гаранции за финансиране на Серафимовата църква по презвитерианска линия въз основа на постепенното и преминаване към презвитериански модел. В късната есен на 1904 година Серафим се върнал от Русия, но не донесъл със себе си така желаните средства. При завръщането си той открил отстъпничеството и бързо отлъчил всички свещеници които участвали в заговора. Поместил техни снимки в местните вестници с имената им, напечатани на гърдите като на престъпници. Неговият реванш се оказал краткотраен, понеже получил известие, че самият той е отлъчен от руския Св. Синод. След като отлъчил всички свои свещеници, през 1908 година Серафим напуснал и никога повече не се върнал.

## Последици
Вследствие на този социален и духовен пожар, който преминал през прериите, възникнала Украинско-канадската общност.
Иван Бодруг, един от бунтовниците измежду серафимистите, оглавил нова Независима църква и станал доста харизматичен проповедник на евангелско християнство под презвитерианско влияние. Той доживял до 1950 година. Сградите на Независимата църква се намирали на ъгъла на Причард Авеню и улица МакГрегър, и макар първата, която Серафим използвал за своя църква, да е била разрушена, втората сграда, построена с презвитерианско финансиране все още се намира там от другата страна на Храма на труда в северния край на Уинипег.
Архиепископ Лонгин увеличил усилията си за асимилиране на украинската общност и римо-католическото паство. Той създал базилика на Св. Никола с белгийски свещеници, отец Delaere и други, които служели литургия на църковнославянски език облечени според православния обичай и изнасящи проповеди на полски. Тази църква е била от другата страна на улицата срещу независимата католическа катедрала на Св. Владимир и Олга на улица МакГрегър в северната част на Уинипег. Такава конкуренция предоставила по-добри възможности за украинско-канадските деца да се учат да говорят на украински език.
Либералната партия, разбирайки, че украинците не са вече свързани с Архиепископ Лонгин и римо-католиците, които били съюзници на Консервативната партия, също се включила и финансирала първия вестник на украински език в Канада, Канадски фермер, чийто първи редактор става не кой да е, а Иван Негрич.
Серафим изчезва през 1908 година, но има сведения за него в Украински глас (вестник Украински глас се издава и днес в Уинипег), че продавал библии на работниците на железопътната линия в Британска Колумбия в края на 1913 година.
Кирил Геник се преселил за известно време заедно с голямата си дъщеря и един от синовете си в Съединените щати, после се върнал и починал през 1925 година.
След напускането на Серафим, Макарий Марченко се обявил не само за нов епископ на Серафимовата църква, но и за Патриарх, Папа, Хетман и Принц. За да не остави нещата в ръцете на случайността и да попречи на всякаква форма на фаворитизъм, той намерил за добре да отлъчи Папата и руския Свети Синод. За него има сведения, че е пътувал из селските райони до към края на 30-те години на миналия век и че е извършвал богослужения заедно с украинци, на които много им липсвал православният обред.